# Bittesby
Bittesby – wieś w Anglii, w hrabstwie Leicestershire, w dystrykcie Harborough. Leży 21 km na południowy zachód od miasta Leicester i 133 km na północny zachód od Londynu.